# Kurt Peters
Kurt Gustav Karl Peters (17 de agosto de 1897 – 23 de mayo de 1978) fue un químico austriaco. Su trabajo estaba enfocado en el área de la tecnología de combustible, química física y reacciones catalíticas tanto como la separación de gases raros e hidrocarburos.

## Historia
Después de servir en el ejército austrohúngaro durante la Primera Guerra Mundial, estudió química en la Universidad Técnica de Viena, entre 1918 y 1921. En 1923 obtuvo su doctorado en la Universidad de Berlín a cargo de Walther Nernst. 
En 1927, Peters y Friedrich Paneth publicaron sus resultados sobre la transformación de hidrógeno a helio, ahora conocido como fusión fría. Después se retractaron de sus resultados, diciendo que habían medido fondo de helio del aire.
Después de haber trabajado años como asistente, en 1928 fue promovido a Director del Departamento en el Instituto Kaiser Wilhelm en la investigación del carbón. En 1937 se cambió a la industria y trabajó en el departamento experimental de IG Farben a cargo de Matthias Pier en el campo de desarrollo catalizador.
Después de la Segunda Guerra Mundial, el gobierno militar americano lo nombró fideicomisario para una porción de la propiedad confiscada de la compañía IG Farben. En 1949 regresó a la academia, y fue nombrado profesor en el Departamento de combustible ordinario en la TU de Viena. De 1952 a 1954 fue decano del departamento de química y en los años 1955 y 1956, Rector de la TU de Viena.